# Olaf Tufte
Olaf Karl Tufte (født 27. april 1976 i Tønsberg) er en norsk roer og dobbelt olympisk guldvinder.
Tufte var første gang med til OL i 1996 i Atlanta, hvor han var med i den norske firer uden styrmand, der blev nummer otte. Ved legene fire år senere i Sydney roede han sammen med Fredrik Bekken dobbeltsculler. Duoen havde vundet bronze ved VM året før og var blandt favoritterne. De vandt uden større problemer deres indledende heat og semifinale, men i finalen kunne de ikke følge med slovenerne Luka Špik og Iztok Čop, der vandt guld, mens de to nordmænd vandt sølv sikkert foran den italienske båd.
Efter OL 2000 skiftede Tufte til singlesculler og vandt VM-guld i denne bådtype i 2001 og 2003 samt bronze i 2020, så han var en af favoritterne ved OL 2004 i Athen. I første runde roede han i bedste tid af alle, og han vandt også sin semifinale. I finalen kæmpede han længe mod veteranen Juri Jaanson fra Estland, men til sidst trak Tufte fra og vandt guld med et forspring på over to sekunder til Jaanson.
Ved VM 2005 vandt Tufte sølv og i 2007 bronze. Han stillede igen op til OL 2008 i Beijing, og han vandt sit indledende heat samt kvartfinalen. I semifinalen blev han toer efter svenske Lassi Karonen, men i finalen holdt han alle konkurrenter bag sig og sejrede med næsten et sekund ned til forfølgerne anført af tjekkiske Ondřej Synek, mens newzealandske Mahé Drysdale blev treer.
OL 2012 var i sammenligning med hans tidligere meritter en fiasko for Tufte, der efter en andenplads i indledende heat og en tredjeplads i kvartfinalen blev sidst i semifinalen og nummer tre i B-finalen, hvilket gav en samlet niendeplads.
Han skiftede tilbage til dobbeltsculler, og ved OL 2016 i Rio de Janeiro stillede han op i denne bådtype sammen med Kjetil Borch. Duoen blev toer i indledende heat og i semifinalen, mens de i finalen ikke kunne følge med den kroatiske båd, der vandt guld, samt litauerne på andenpladsen, men de vandt en sikker bronzemedalje.
Tufte er medlem af Horten Roklubb, der er en af de mest succesfulde i Norge. Ved siden af sin rokarriere arbejder han som landmand og brandmand.

## OL-medaljer
- 2004:  Guld i single-sculler
- 2008:  Guld i single-sculler
- 2000:  Sølv i dobbelt-sculler (med Fredrik Bekken)
- 2016:  Bronze i dobbelt-sculler (med Kjetil Borch)

## VM-medaljer
- VM i roning 2001:  Guld i single-sculler
- VM i roning 2003:  Guld i single-sculler
- VM i roning 2005:  Sølv i single-sculler
- VM i roning 1999:  Bronze i dobbelt-sculler (med Fredrik Bekken)
- VM i roning 2002:  Bronze i single-sculler
- VM i roning 2007:  Bronze i single-sculler